# 淄博站
淄博站，位于中华人民共和国山东省淄博市张店区，是胶济铁路、胶济客运专线、淄东铁路、张博铁路上的区段站，由济南铁路局淄博车务段管辖。
车站始建于1903年，初名张店站。1976年建成建筑面积为4450平方米的客运大楼。1987年1月1日起更名为淄博站，2005年完成胶济客运专线接入改扩建，重建车站站房。2019年开工新建南站房，2022年9月16日完工。

## 车站结构

### 站房
淄博站目前使用的南站房于2022年投入使用，站房长160米、宽60米，总建筑面积约34700平方米。南站房外立面设计为齐国宫殿风格，内部主体分为地下一层，地上二层，局部夹层。进站口上部安装有焦裕禄精神铜雕壁画；地下一层张博线快速集散厅、一层综合商业厅和二层候车厅分别以“九曲安澜”、“蹴鞠解数”、“千年商埠”、“诸子百家”等为主题设置壁画。候车厅中心区域设置“齐”字演变圆形地雕，而天花板则设有星空顶装饰。
淄博站北站房建于2005年，建筑面积20742平方米，客流最高峰时可容纳旅客7000人。2022年南站房建成后停用。

### 站场
淄博站为客货纵列式一级二场布置。客场有既有胶济铁路和胶济客运专线通过，共设有4条正线、6条旅客列车到发线和4座旅客站台。客场西咽喉接驳张博铁路，未来将在既有胶济铁路站场南侧新建市域铁路张博客运车场，建成后淄博站规模将由4台10线升级为6台12线。淄博站货场位于东侧，设有6条到发线（含2条胶济铁路正线）、12条调车线和1座驼峰。

## 車站周邊
- 中铁快运淄博站营业部
- 铁路俱乐部招待所
- 淄博市火车站广场
- 张店区无公害蔬菜检测站
- 张店天主教堂
- 青岛客运段招待所